# Cochliomyia macellaria
Cochliomyia macellaria är en tvåvingeart som först beskrevs av Fabricius 1775.  Cochliomyia macellaria ingår i släktet Cochliomyia och familjen spyflugor. Inga underarter finns listade i Catalogue of Life.